# Disney on Parade (spectacle itinérant)
Pour les articles homonymes, voir Disney on Parade.
Disney on Parade était une série de spectacles itinérants produits par une coentreprise regroupant NBC et Walt Disney Productions, nommée Nawal Productions. Destinés principalement aux enfants et aux familles, les spectacles présentaient des artistes sur scène décrivant les rôles de personnages de Disney dans des numéros dérivés de divers films Disney. Le spectacle a inspiré la production Disney on Ice.

## Histoire
En octobre 1968, une équipe sous la responsabilité de Robert Jani (en), directeur des animations de Disneyland a commencé à travailler sur un projet de spectacle. Rapidement l'équipe composée d'employés de Disneyland et des studios Disney découvre que les États-Unis comptent plus de 35 salles pluridisciplinaires de 5 000 à 20 000 places. Vernon Scott dans le Miami Herald écrit que comme la Nature, les employés de Disney ont horreur du vide,. Ils ont donc conçus un spectacle différent des cirques, rodéos et de patinage alors en vogue, comme Ice Capades ou Ice Follies (en). Bob Jani, directeur de casting sur le spectacle, indique que c'est un nouveau concept dans le domaine des spectacles en salle et que la production est faite en collaboration avec le service des costumes et accessoires de Disneyland. 
Le concept initial de la production est venu de la collaboration avec National Broadcasting Company (NBC) qui diffuse alors la série télévisée hebdomadaire The Wonderful World of Disney,. Durant quatre mois, l'équipe imagine différentes possibilités de spectacles jusqu'à ce que les gens de NBC évoque le besoin de nouveautés dans le domaine des spectacles de salles multisports. Pour produire le spectacle, Walt Disney Productions s'est associé à National Broadcasting Company, pour créer une coentreprise nommée Nawal Productions. Le nom de cette société est basé sur les premières lettres NA de National Broadcasting Company et WAL de Walt Disney Productions. NBC est le commandité mais fournit l'argent et Disney le commanditaire, fournissant le contenu créatif. Le spectacle a été conçu par Thomas Sarnoff, fils de Robert Sarnoff, président de NBC et PDG de Radio Corporation of America (RCA) et petit-fils de David Sarnoff. 
NBC participe à la création au travers de sa filiale costume. Parmi les artistes ayant travaillé sur les costumes on peut citer Kelly Kimball, fille de l'animateur Disney Ward Kimball. Le budget de production est estimé à 2,5 millions d'USD
Fin juin 1969, le spectacle Disney on Parade est officialisé pour une tournée nationale dans 22 villes durant 27 semaines,,,. Une session d'essai est organisée à Long Beach, en Californie après six semaines de répétitions. La durée du spectacle est de 2 heures et 10 minutes,.

### 1970: Première tournée nord-américaine

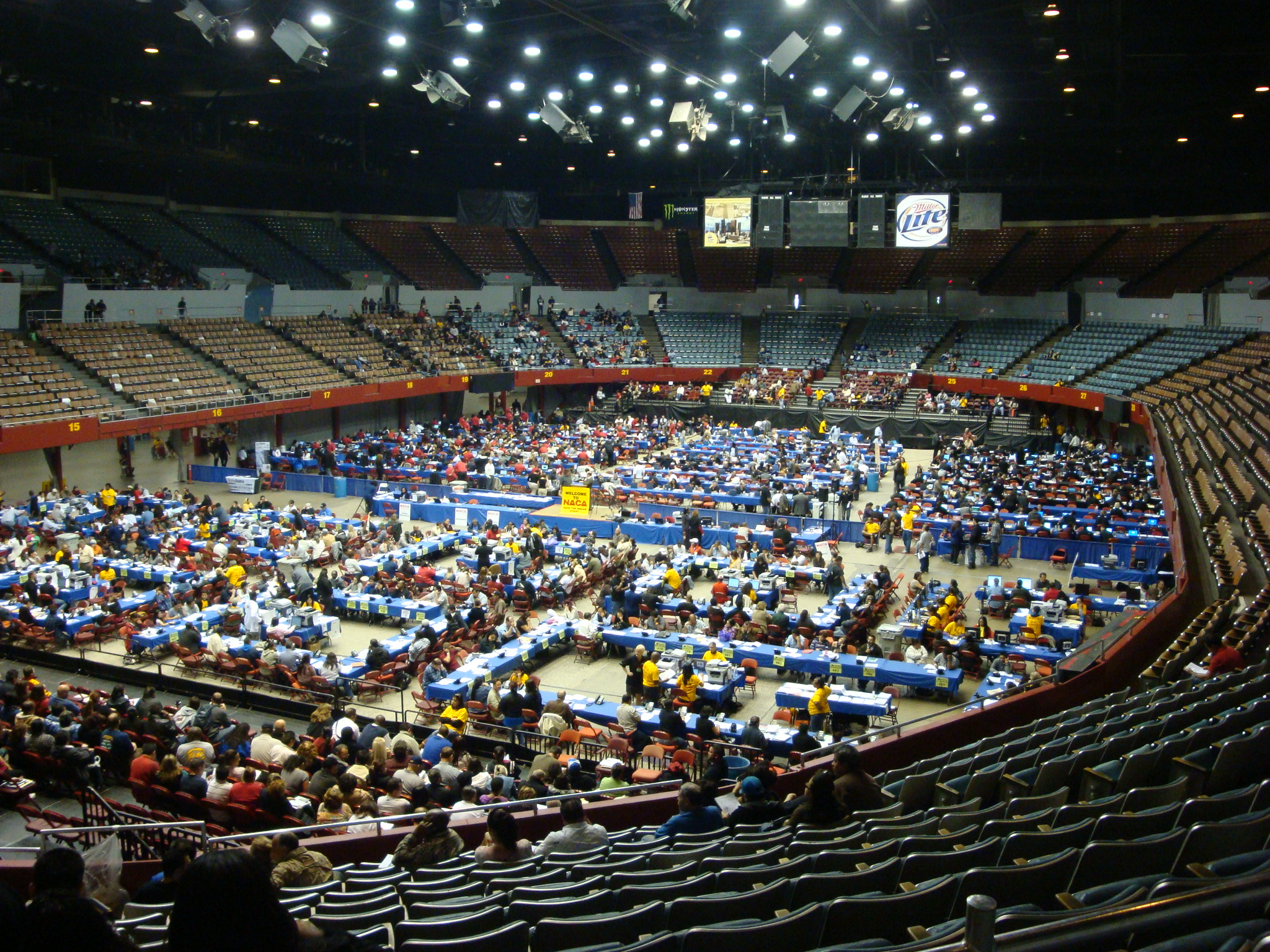
Intérieur de la Los Angeles Sports Arena en 2011.

La première représentation a lieu à Chicago (Illinois), le 25 décembre 1969,, et prévoit 23 représentations jusqu'au 4 janvier 1970 au Chicago Stadium. Le Los Angeles Times évoque un projet de représentation permanente au futur Walt Disney World Resort. La production nécessite quinze camions transportant les décors de villes tandis que les acteurs prennent l'avion.
L'abondante presse locale américaine permet de détailler les étapes suivantes :
- du 6 au 11 janvier au Olympia Stadium de Détroit, Michigan[1],
- du 14 au 18 janvier à la Civic Arena de Pittsburgh, Pennsylvanie[10]
- du 27 janvier au 1 février à la St. Louis Arena de Saint-Louis, Missouri[1],
- de 10 au 15 février 1970 au Baltimore Civic Center de Baltimore, Maryland[4],
- le weekend du 9 mars 1970 au Spectrum de Philadelphie[11],
- du 14 au 19 avril 1970 au War Memorial Coliseum de Fort Wayne, Indiana[1],
- du 19 au 24 mai 1970 au Convention Arena de San Antonio, Texas[7],
- du 9 au 28 juin 1970 au Los Angeles Sports Arena à Los Angeles, Californie[3].
- du 9 au 17 septembre 1970 au Salt Palace de Salt Lake City, Utah[9]
- du 9 au 15 novembre 1970 au Cincinnati Gardens de Cincinnati, Ohio[12].

### Accueil et autres éditions
Disney on Parade a été bien accueilli par le public et les critiques. Une étape de la tournée au Madison Square Garden a réalisée un record de 400 000 $ de ventes de billets anticipés. Les représentations à Salt Lake City (Utah) a vu 77 255 réservations en neuf jours, soit environ 38% de la population. Une représentation a eue lieu à Adélaïde, en Australie, captée pour la télévision puis diffusée lors d'une émission spéciale de The Wonderful World of Disney sur NBC en décembre 1971. Le spectacle rencontre assez de succès pour que le Ringling Bros. and Barnum & Bailey Circus annule une tournée estivale tandis que Warner Bros. organise un spectacle similaire nommé Bugs Bunny Follies à partir de février 1976, en réponse à celui de Disney.
Cependant, le spectacle souffre d'une surabondance d'accessoires, d'interprètes inexpérimentés, de coûts élevés et d'une durée de près de trois heures, alors NBC a remplacé le producteur Bob Jani par Michel M. Grilikhes, qui a apporté des changements efficaces, y compris la réorganisation ou la suppression d'actes, pour réduire les coûts et le temps sans affecter la qualité du spectacle. Grilikhes, affectueusement connu des acteurs et de l'équipe sous le nom de "Mr. G", produisait et dirigerait d'autres éditions de Disney on Parade. 
En décembre 1974, la quatrième et dernière édition nord-américaine fait étape au Myriad Arena d'Oklahoma City avant une tournée mondiale.
Quatre éditions de Disney on Parade, chacune avec un ensemble de numéros différents, ont fait des tournées à travers les États-Unis et dans le monde, y compris en Amérique du Sud, en Europe, en Asie et en Australie, gagnant 64 millions de dollars dans le monde. Une première version fait étape en Australie en 1972. 
En septembre 1975, un journal de l'Illinois évoque plusieurs problèmes sur la tournée, dont une grogne des acteurs obligés de danser sur le béton à la suite de la suppression des lourds sols en liège et acier transportés de ville en ville et une autre des artistes de cirque à cause de la suppression du tan et du sable de la piste. La production a du remplacé le premier par des planchers de liège sur de l'aluminium tandis que la piste est devenu un composite afin de faire des économies. En décembre 1975, le journal britannique Crewe Chronicle (en) écrit que le spectacle Disney on Parade est présenté tous les étés à Londres.
En 1976, une nouvelle version du spectacle est présentée en Australie avec des entreprises locales, le producteur Michael Edgley, les Bullen Brothers et Channel Seven. Le spectacle doit faire des étapes à Perth et Singapour. Pour les besoins techniques de cette tournée en Asie-Pacifique, Disney loue du matériel électrique à la filiale australienne de la Rank Organisation basée à Melbourne.
En 1976, les spectacles sont stoppés, le concept ayant plus tard inspiré Disney on Ice,. En octobre 1976, un journal de l'Illinois explique que le spectacle est en tournée mondiale mais que le nom est utilisé par des spectacles locaux.

### Postérité, personnalités etDisney on Ice

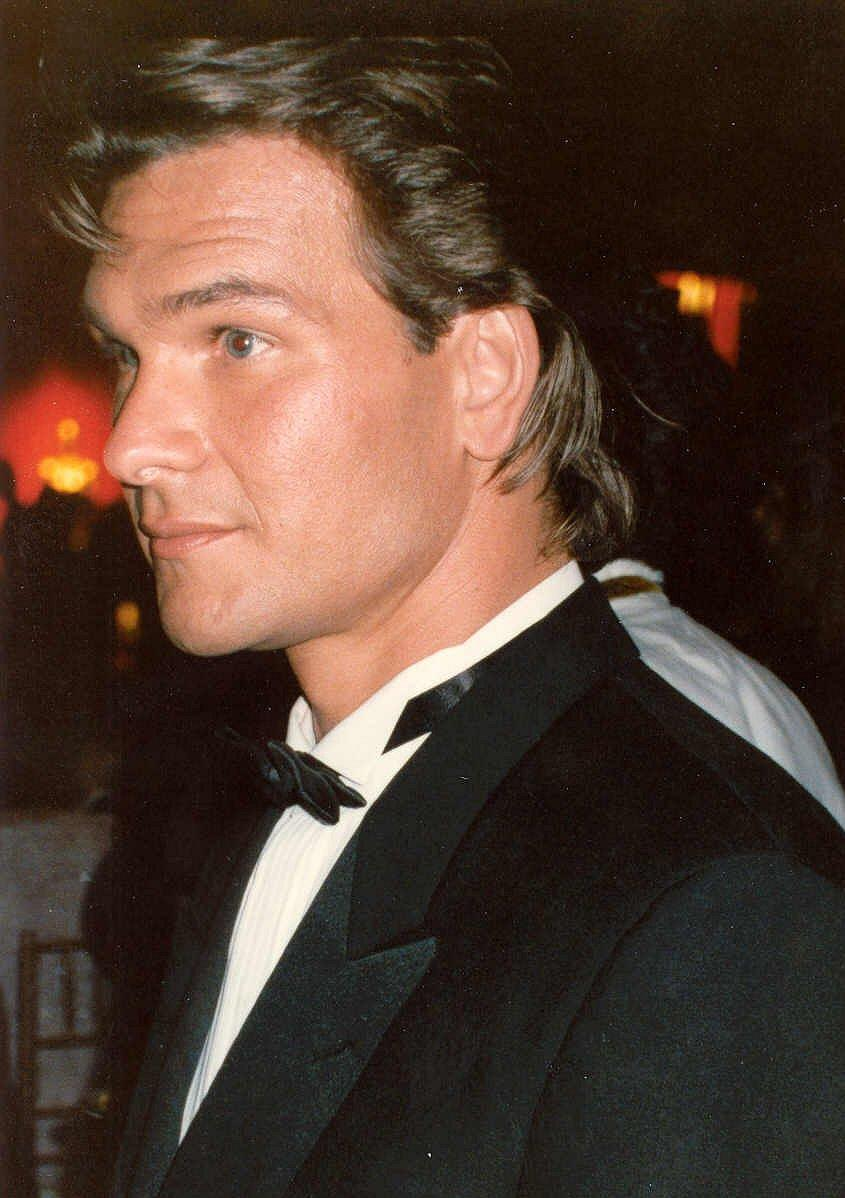
Patrick Swayze en 1989.

De nombreux danseurs se réclament dans la seconde moitié des années 1970 d'avoir participer au spectacle. Le plus célèbre est Patrick Swayze qui rejoint la troupe de danseurs en mai 1972 dans un rôle de cowboy dansant puis du Prince Charmant. Un exemple typique est celui de la trapéziste Barbara Weiler qui en parallèle d'une carrière au cirque participe au spectacle Disney on Parade avant de créer une école de trapèze à Reno au Nevada. C'est à l'occasion de la création de cette école qu'elle revient sur sa carrière dans la presse locale.
D'autres membres de la troupe donnent des détails sur leur participation. Dans une interview, le danseur Richard Bohannon explique qu'il a interprété durant deux ans et demi le personnage de Bert, joué par Dick Van Dyke dans Mary Poppins (1964), et été initié à l'acrobatie par deux Persans au début des années 1970. Le danseur a par la suite joué trois petits rôles dans Peter et Elliott le dragon (1977), un pêcheur dansant sur des tonneaux dans un saloon, un dandy percutant le dragon Elliott et un pêcheur tentant de capturer le dragon. Le danseur et chanteur Steven Blicha a lui débuté sur le spectacle en 1974, participant à la tourné mondiale, ratant des auditions en Europe pour le Lido lorsque le spectacle a fait des étapes à Perth et Singapour mais intégrera l'établissement après son contrat avec Disney.
En 1981, s'inspirant à la fois du spectacle Ice Capades des années 1940 et du succès de Disney on Parade, Kenneth Feld directeur de Ringling Bros. and Barnum & Bailey Circus propose à Disney de créer un spectacle de patinage avec des personnages Disney, intitulé Disney on Ice,.

## Format
Le format est similaire aux spectacles sur glace. Chaque édition de Disney on Parade commençait généralement avec Mickey Mouse et une cavalcade de personnages Disney dansant sur scène et saluant personnellement les membres du public. Le premier spectacle comptait entre 110 et 135 personnages,. Le Miami Herald précise que c'est 110 danseurs et 35 techniciens. Le spectacle présentait ensuite des segments musicaux, représentant des personnages et des scènes de films Disney, ainsi que des numéros comiques avec des personnages comme Donald Duck, Dingo et Choupette. Le Baltimore Sun mentionne les personnages de Cendrillon, Dumbo, Peter Pan, Blanche-Neige et les Sept Nains, Alice au pays des merveilles et Le Livre de la jungle. Dans des décors rappelant les films comme un chapiteau de cirque ou une jungle psychédélique, les personnages chantent et dansent, accompagnés par des numéros de cirque. 
La salle compte aussi des écrans géants sur lesquels sont diffusés des images des films. Robert Maxwell, responsable du spectacle explique que ces extraits de film prennent ensuite vie avec les acteurs et danseurs. Il considère que c'est un mélange de voyage à Disneyland et de séance de cinéma.
Durant le final, les personnages apparaissent faisant leurs adieux au public. Chaque spectacle était divisé en deux actes avec un entracte de 15 minutes.